# Addio, mia bella, addio
Addio, mia bella, addio (Lebe wohl, meine Schöne, lebe wohl) ist ein Risorgimento-Lied, das 1848 von dem italienischen Dichter und Patrioten Carlo Alberto Bosi (1813–1886) aus Florenz unter dem Pseudonym „Basocrilo Fiorentino“ geschrieben wurde.
Das Lied, das auch als Addio del Volontario (Abschied des Freiwilligen) bekannt ist, erlangte bereits während des ersten italienischen Unabhängigkeitskrieges große Popularität: Der Text von Addio, mia bella, addio wurde im März 1848 im (nicht mehr existierenden) Café „Castelmur“ in der Via dei Calzaiuoli in Florenz geschrieben. Bosi zog unmittelbar danach als Freiwilliger in den Unabhängigkeitskrieg, zusammen mit anderen Florentiner Kämpfern. Das Stück wurde bald unter den Freiwilligen berühmt, die es bei ihrer Abreise immer öfter zu den Noten eines alten toskanischen Liedes sangen.
Im Folgenden wird das Gedicht zusammen mit einer ungefähren sinngemäßen Übersetzung
wiedergegeben (überwiegend ungereimt):

## Text und Übersetzung
| Addio, mia bella, addio: l’armata se ne va; se non partissi anch’io sarebbe una viltà! Non pianger, mio tesoro: forse ritornerò; ma se in battaglia io moro in ciel ti rivedrò. La spada, le pistole, lo schioppo li ho con me: all’apparir del sole mi partirò da te! Il sacco preparato sull’òmero mi sta; son uomo e son soldato: viva la libertà! Non è fraterna guerra la guerra ch’io farò; dall’italiana terra lo straniero caccerò. L’antica tirannia grava l’Italia ancor: io vado in Lombardia incontro all’oppressor. Saran tremende l’ire, grande il morir sarà! Si muora: è un bel morire morir per la libertà Tra quanti moriranno forse ancor io morrò: non ti pigliare affanno, da vile non cadrò. Se più del tuo diletto tu non udrai parlar, perito di moschetto per lui non sospirar. Io non ti lascio sola, ti resta un figlio ancor: nel figlio ti consola, nel figlio dell’amor!' Squilla la tromba...Addio... L’armata se ne va... Un bacio al figlio mio! Viva la libertà! | Lebe wohl, meine Schöne, lebe wohl: Die Armee zieht aus; wenn ich nicht mitginge, wäre das Feigheit! Weine nicht, meine Liebste: vielleicht kehre ich zurück, Doch wenn ich im Kampf falle, werde ich dich im Himmel wiedersehen. Den Degen, die Pistole, das Gewehr habe ich bei mir: bei Sonnenaufgang werde ich dich verlassen! Mit dem gepackten Sack auf meiner Schulter; Ich bin ein Mann und ein Soldat: Es lebe die Freiheit! Es ist kein Bruderkrieg der Krieg, den wir führen werden; aus dem italienischen Land werden wir den Fremden vertreiben. Die alte Tyrannei lastet noch immer auf Italien: Ich gehe in die Lombardei, dem Unterdrücker entgegen. Der Zorn wird schrecklich sein, großartig wird das Sterben sein! Stirbt man, so ist es schöner Tod, für die Freiheit zu sterben. Unter denen, die sterben werden, werde vielleicht auch ich sein. Sei nicht beunruhigt, ich werde nicht wie ein Feigling fallen. Wenn Du von Deinem Liebsten, dem erfahrenen Soldaten, nichts mehr hören wirst, dann seufze nicht um ihn. Ich lass dich nicht allein, es bleibt dir noch ein Sohn: Im Sohn tröste dich, in dem Sohn der Liebe! Die Trompete ertönt... Lebe wohl... Die Armee zieht aus... Ein Kuss für meinen Sohn! Es lebe die Freiheit! |

## Verschiedenes
Der Komponist Dario Argentesi schrieb Variationen über das Lied für Streichtrio.